# Thomas Weber (Ingenieur)

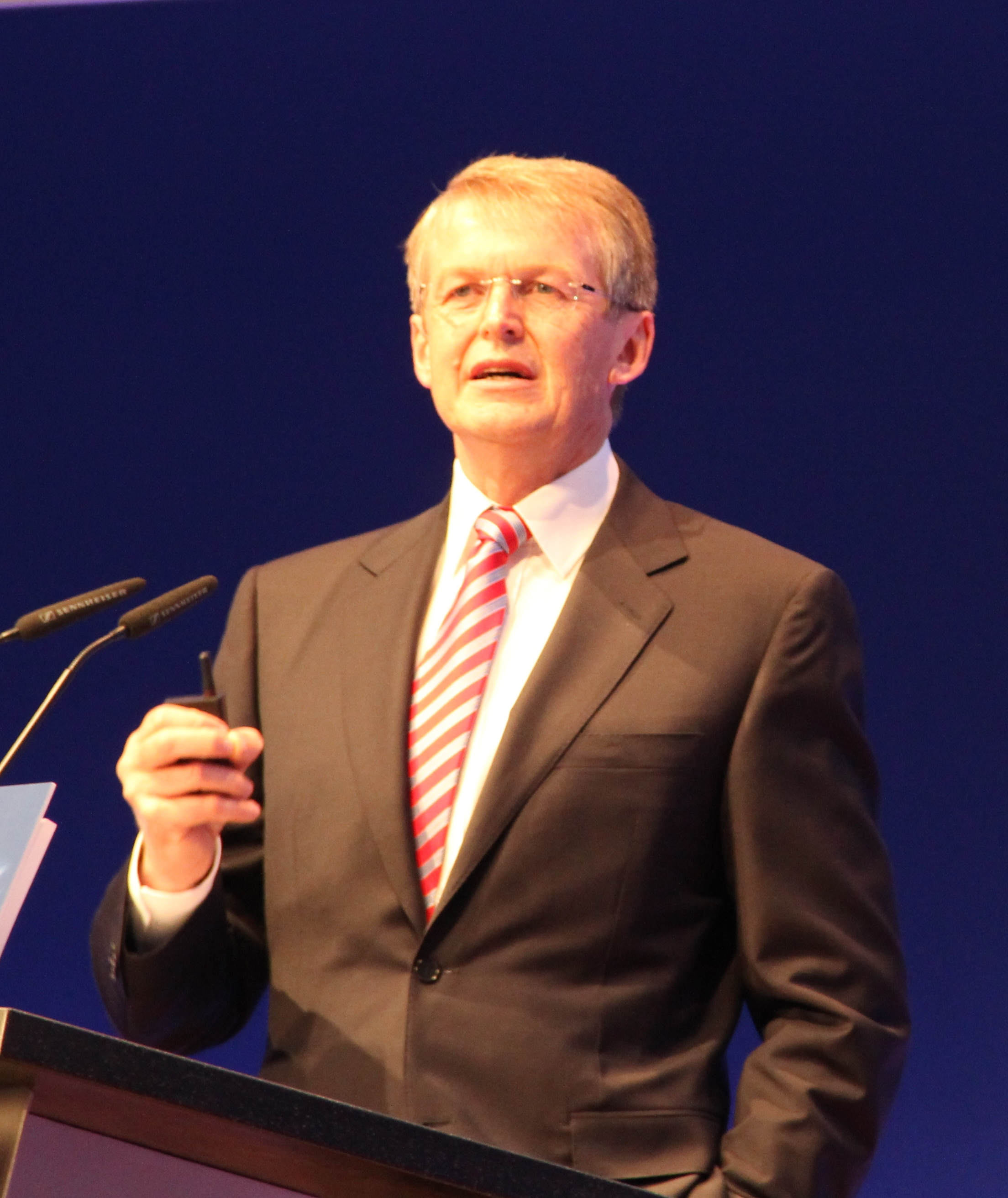
Thomas Weber beim Elektromobilitätsgipfel in Berlin 2013

Thomas Weber (* 26. Mai 1954 in Scharnhausen bei Stuttgart) ist ein deutscher Ingenieur, ehemaliges Vorstandsmitglied der Daimler AG (heute Mercedes-Benz Group) für die Konzernforschung und Präsident der Acatech.

## Leben und Karriere
Nach einer technischen Ausbildung bei der damaligen Daimler-Benz AG studierte Weber Maschinenbau an der Universität Stuttgart. Er schloss 1980 sein Studium als Diplom-Ingenieur ab und war ab dann als wissenschaftlicher Mitarbeiter bei der Universität sowie beim Fraunhofer-Institut für Produktionstechnik und Automatisierung tätig. 1987 erlangte er seine Promotion an der Universität Stuttgart und trat noch im selben Jahr bei der damaligen Daimler-Benz AG ein. Am 1. Januar 2003 wurde er Mitglied des Vorstands des Konzerns. Er war von 2004 bis 2016 verantwortlich für die Konzernforschung und Mercedes-Benz Cars Entwicklung. Die Universität Stuttgart bestellte Weber im Jahr 2010 zum Honorarprofessor. Seit Juli 2014 ist Weber Vorsitzender des Kuratoriums des Fraunhofer-Institut für Produktionstechnik und Automatisierung.
Zum 1. Januar 2017 wurde der Vertrag von Thomas Weber mit der Daimler AG auf eigenen Wunsch nicht erneut verlängert und er schied aus dem Vorstand aus. Seine Position wurde vom schwedischen Manager Ola Källenius übernommen, der seit dem 1. Januar 2015 als Vorstandsmitglied der Daimler AG verantwortlich für den Vertrieb Mercedes-Benz Cars war.
Weber beteiligte sich von 2015 bis 2018 in der Nationalen Plattform Elektromobilität (NPE) und in der daran anschließenden Nationalen Plattform Zukunft der Mobilität (NPM), die bis 2021 die Arbeit der NPE erweiterte und fortführte. Thomas Weber Vorsitzender der Circular Economy Initiative, die darauf abzielt, Produktion und Konsum zu reformieren, indem Material- und Energiekreisläufe optimiert und so weit wie ökologisch sinnvoll geschlossen werden.
Im März 2023 wurde Thomas Weber zum Präsidenten der acatech – Deutsche Akademie der Technikwissenschaften e. V. gewählt. Seitdem leitet er gemeinsam mit Präsident Johann-Dietrich Wörner die Akademie.